# Sackville Lane-Fox
Sackville Walter Lane-Fox (24 mars 1797 - 18 août 1874), est un homme politique britannique du Parti conservateur.

## Jeunesse
Lane-Fox est le fils de James Fox-Lane, de Bramham Park, Yorkshire de l'Ouest, et de Mary Lucy, fille de George Pitt (1er baron Rivers). Il est le frère de George Lane-Fox et l'oncle d'Augustus Pitt Rivers.

## Carrière politique
Lane-Fox est élu au Parlement comme l'un des deux représentants d'Helston en 1831. Il en est le seul représentant après que le Reform Act 1832 ait réduit la circonscription à faible électorat à un siège. Il perd le siège en 1835 et reste hors de la Chambre des communes jusqu'en 1840, quand il est réélu pour Beverley dans East Yorkshire. Il perd le siège l'année suivante et est réélu à la Chambre des communes l'année suivante comme l'un des deux députés d'Ipswich, dans le Suffolk. En 1847, il est de nouveau élu pour Beverley, siège qu'il occupe jusqu'en 1852.

## Famille
Lane-Fox épouse Charlotte Mary Anne Georgiana Osborne, fille de George Osborne (6e duc de Leeds), en 1826. Elle meurt en janvier 1836, à l'âge de 44 ans. Ils ont cinq enfants :
1. Elizabeth Catherine (décédée le 29 octobre 1879, âgée de 50 ans) épouse RW Cracroft, recteur de Harrington, Lincolnshire
2. Lora Mary (décédée le 12 février 1908)
3. Sackville George (14 septembre 1827 - 24 août 1888) succède à son oncle maternel, le duc de Leeds comme 12e baron Conyers en 1859[1]
4. Charles Pierrepont Darcy (25 août 1830 - 13 septembre 1874), blessé à la Bataille de l'Alma alors qu'il est officier dans la guerre de Crimée
5. Marcia Frédérica Isabelle

La famille reçoit des loyers de terres et de bâtiments (les baux commençant entre 1836 et 1843) pour la durée de la vie de trois des enfants de Lane-Fox, attribués par son cousin Francis D'Arcy-Osborne (7e duc de Leeds), principalement dans les paroisses de Cornouailles de Breage, Camborne, Germoe, Ludgvan, St Erth et Wendron. À la mort d'Elizabeth, ces réversions en pleine propriété (ou quasi-équivalents) sont revenues à la propriété de l'héritier de la branche senior de l'époque, George Osborne (9e duc de Leeds).
Sackville Walter Lane Fox après la mort de sa femme a une relation avec Charlotte Susannah Olding (1825-1881) et ils ont deux filles née hors mariage, l'aînée Charlotte Alice Fox Olding est née le 18 janvier 1850 et la plus jeune Lucy Susannah Charlotte Fox née le 27 mars 1855.
Charlotte Alice Fox Olding est née au 11 Burton Street à Londres et est baptisée onze ans plus tard (5 août 1861) sous le nom d'Alice Florence Marion Fox à St Saviour Jersey par le recteur William Corbet Le Breton qui est le père de Lillie Langtry - The Jersey Lily. Florence est décédée le 24 juillet 1926 sous le nom de Florence Alice Marion Fox-Bryant. Lucy Susannah Charlotte est née au 12 Hill Street Knightsbridge mais l'adresse de sa mère à l'époque est 17 Cowley Street Westminster. Lucy ne s'est pas mariée et est décédée à Kensington en 1927.